# Ruslan Tumenbaev
Ruslan Tumenbaev (n. 28 mai 1986, Frunze, Republica Sovietică Socialistă Kirghiză, URSS) este un luptător ce a reprezentat Kârgâzstan, medaliat olimpic. A participat la o ediție a Jocurilor Olimpice (2008) în care a câștigat o medalie de bronz.